# Šiaulių Arena
La Šiaulių Arena è un palazzo dello sport che ha sede a Šiauliai, in Lituania. Ospita le partite casalinghe del KK Šiauliai.
Ha ospitato alcune partite del FIBA EuroBasket 2011.